# Villa Mondella
Villa Mondella è un'abitazione storica di Ghedi, in Provincia di Brescia. L’intero edificio risulta sottoposto a vincolo dal ministero per i beni e le attività culturali e per il turismo per “Interesse artistico e storico particolarmente importante“.

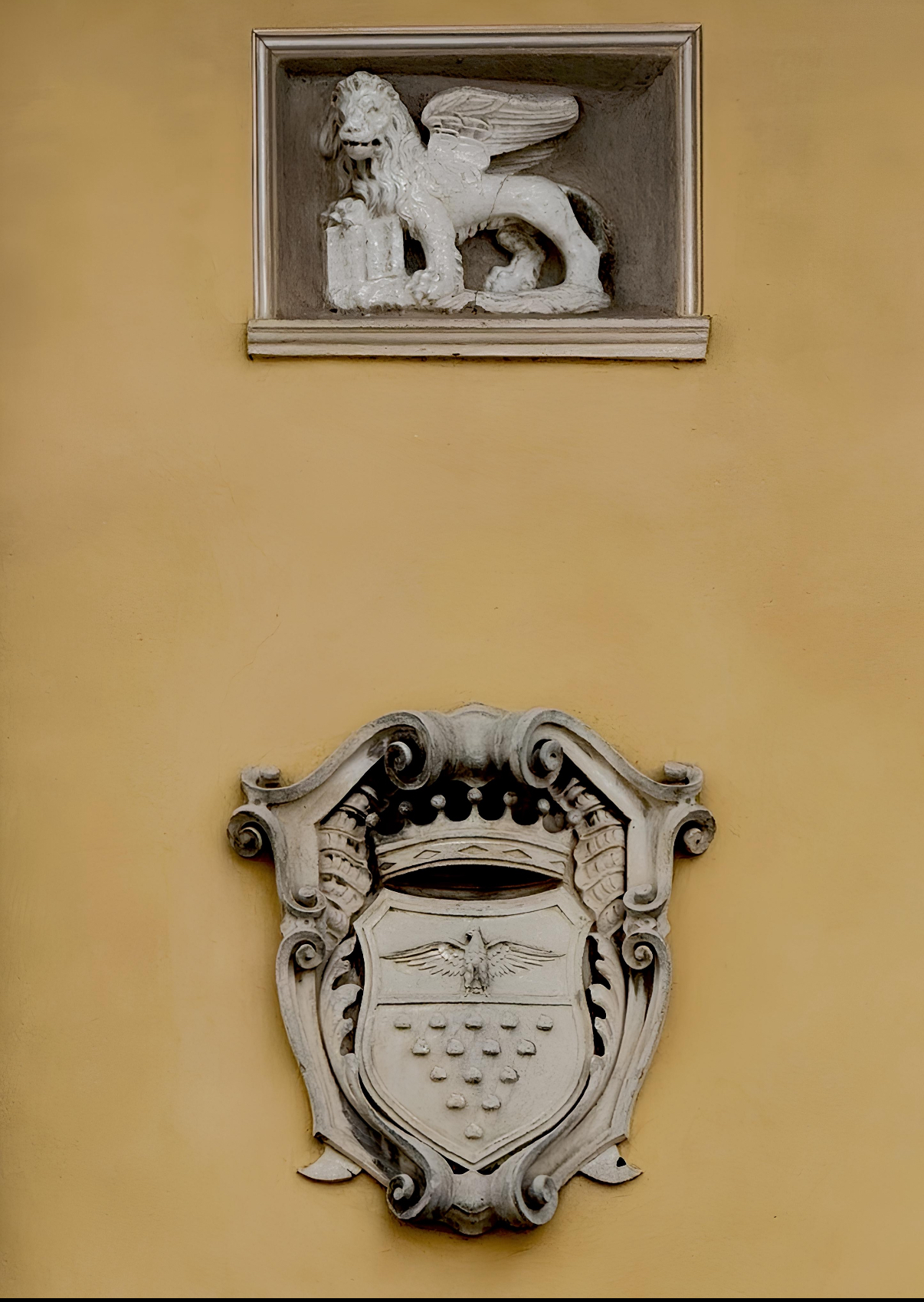
Lo stemma nobiliare della famiglia Mondella presente sulla facciata del Palazzo

## Storia
L'edificio venne acquistato nel XVIII secolo dalla nobile famiglia bresciana dei Mondella, e fu costruita su un precedente edificio del XV secolo. Prima di passare nelle mani di Ottavio Mondella nel 1808, fu di proprietà della famiglia dei Gambara ed in seguito degli Avogadro. Essendo altresì acquistato dal Mondella il cinquecentesco palazzo Orsini, molti elementi di spoglio (come camini, capitelli e stucchi) della dimora rinascimentale furono collocati nella nuova elegante abitazione, ad impreziosirne l'aspetto. Infatti il Mondella, in un'ottica di maggiore interesse nel ghedese, ivi acquistò diversi fondi (per esempio i terreni di Bornina, Bosa, Capriola, Canale, Fenil di Mezzo) e successivamente li riqualificò.

## Descrizione
L'abitazione, ad oggi unica delle proprietà acquistate da Ottavio ad essere rimasta proprietà dei Mondella, presenta una pianta lineare con otto finestre al pianterreno così come al primo, inscritte in sagome in pietra dal gusto prettamente settecentesco. Lungo il lato più corto si trovano tre finestre, tra le quali sono collocati uno stemma della famiglia dei Mondella ed un leone di San Marco, simbolo della repubblica di Venezia, forse elemento di spoglio proveniente dal palazzo ormai decedente dell'Orsini. Ristrutturata negli interni nel 1991, il restauro della facciata è stato invece completato nel 2009.
Ambedue i lati più lunghi della villa presentano due eleganti portali in pietra finemente decorati secondo il gusto dell'epoca, quindi con il medesimo stile delle finestre; posti simmetricamente l'uno rispetto all'altro, custodiscono al loro interno un porticato di sei campate, con colonne e capitelli di ordine tuscanico. La torretta posta sul tetto del lato nord dell'edificio è stata aggiunta solo in seguito dall'appassionato astronomo Luigi Mondella (1828-1894) grazie al riutilizzo delle colonne del loggiato superiore. Per quanto riguarda gli ambienti interni, invece, alcune stanze del piano terra presentano volte a vela e camini decorati da spalle consistenti in zampe di leone, elementi decorativi tipici del Cinquecento bresciano.